# Mangabeiras (Belo Horizonte)

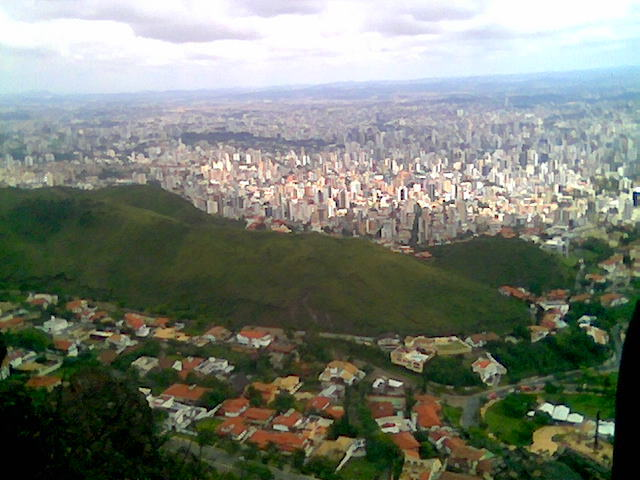
Vista di Mangabeiras dalla Serra do Curral.

Mangabeiras è un quartiere di Belo Horizonte, nella regione amministrativa Centro Sud. Vi si trova il Parque das Mangabeiras, una delle principali aree verdi della città e la seconda maggior oasi ecologica urbana del Brasile dopo la Foresta di Tijuca a Rio. L'altro luogo di maggior interesse del quartiere e di Belo Horizonte tutta è la cosiddetta Praça do Papa.

## Storia

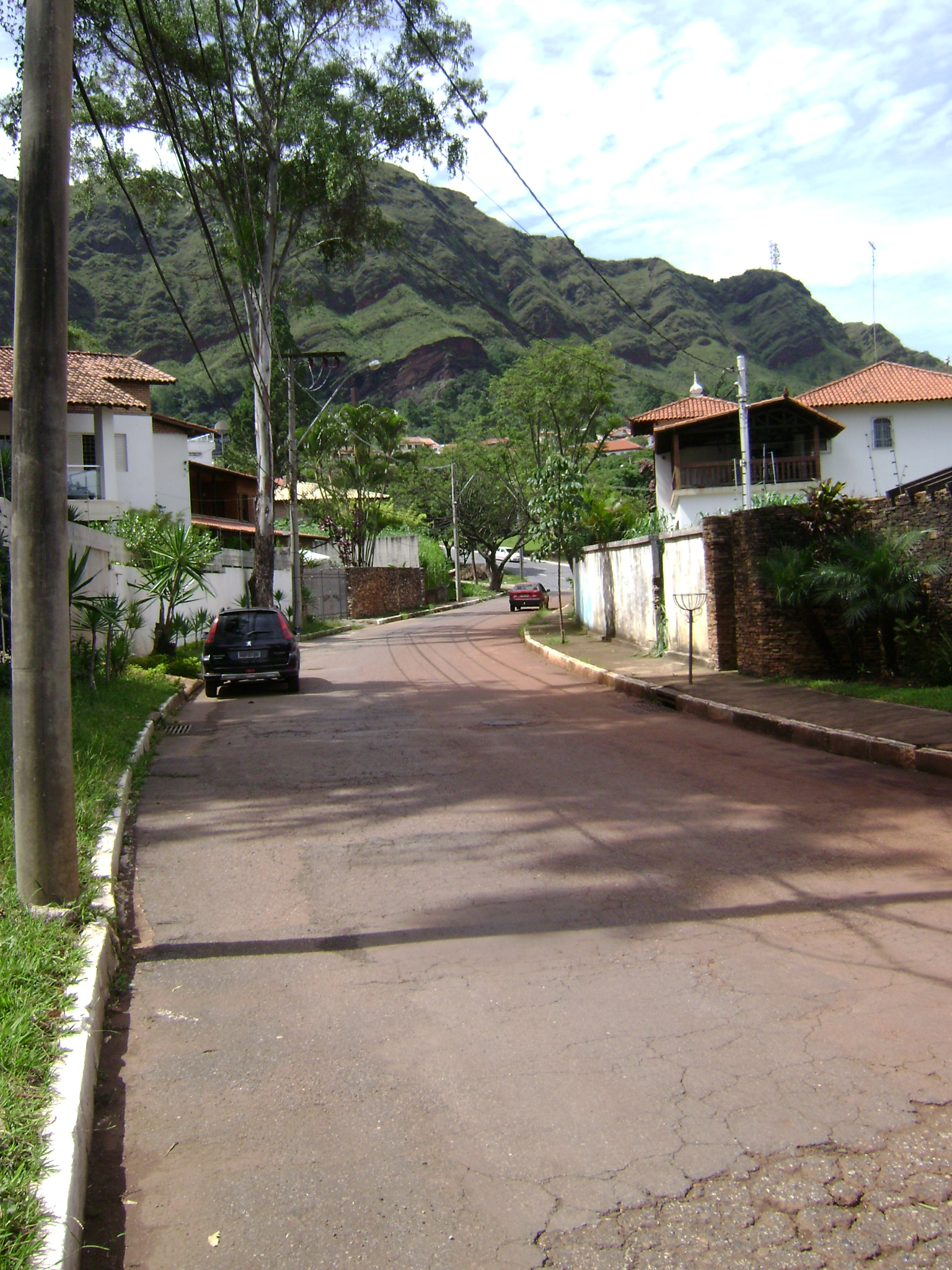
Una strada di Amendoim, nel quartiere di Mangabeiras. In fondo si nota la Serra do Curral.

Mangabeiras si trova ai piedi della Serra do Curral, massiccio montuoso assunto dalla popolazione come simbolo della città. Oltre alla Serra, i suoi confini sono Avenida das Agulhas Negras, Avenida Bandeirantes e l'area di Parque das Mangabeiras. Il fascino sofisticato esercitato dal nome di Mangabeiras però fa sì che esso venga esteso ai quartieri vicini, come ne fossero parte.
Il quartiere deve tale nome al vecchio Córrego das Mangabeiras, una via (corso) poi scomparsa nei lavori di rifacimento dell'impianto viario, e sul cui solco si colloca oggi Rua Professor Lair Remusat Rennó. Qui si trovano il Palácio das Mangabeiras e i giardini di Roberto Burle Marx.
Mangabeiras fu progettato e sviluppato negli anni sessanta dall'azienda municipale Codeurbe, su terreni di proprietà della vecchia Ferrobel, società mineraria pure comunale. Ha la caratteristica di essere un quartiere esclusivamente residenziale, di abitazioni unifamiliari, vietato alle attività commerciali, all'industria e ai servizi.
Ciò nonostante il quartiere attraversa problemi di sicurezza ed eccessi di inquinamento acustico, specie nel cosiddetto Mirante das Mangabeiras, assistendo anche alla circolazione notturna di vetture con altoparlanti abusivi. La situazione genera polemiche per l'assenza di controlli da parte delle autorità, e questo a dispetto del fatto che il degrado si verifichi proprio nei pressi della residenza ufficiale del governatore.

## Luoghi di interesse
- Praça do Papa
- Parque das Mangabeiras
- Rua do Amendoim
- Mirante das Mangabeiras
- Avenida José Patrocínio Pontes, isola pedonale di 800 m alle pendici della Serra do Curral.